# Il viaggio in nessun luogo
Il viaggio in nessun luogo (El viaje a ninguna parte) è un film spagnolo del 1986 diretto da Fernando Fernán Gómez.